# Puerto Bolívar (La Guajira)
Puerto Bolívar es un puerto marítimo del municipio de Uribia del departamento de La Guajira, Colombia. Se ubica sobre la cabeza sur de la bahía Portete, a 75 km al norte de Uribia y a 166 km de Riohacha en un área de baja pluviosidad y vientos permanentes.
El carbón de las minas del Cerrejón, a 150 km al sur, es el principal producto de exportación por este puerto. El cual recibe barcos hasta de 175.000 toneladas de peso neto, con 300 metros de eslora y 45 metros de manga. Su canal navegable tiene 19 metros de profundidad, 225 metros de ancho y cuatro kilómetros de largo. Las instalaciones principales del puerto son: la estación de descargue del tren, tres apiladores - recolectores y el cargador lineal de barcos que deposita el carbón en las bodegas de los buques. La tasa anual promedio de cargue actual es de 5.900 toneladas por hora con picos hasta de 9.000 toneladas por hora. El puerto cuenta, además, con un muelle de suministros para recibir barcos hasta de 30.000 toneladas, con maquinaria, repuestos, combustibles y otros materiales para la operación minera.

## Historia
La Capitanía de Puerto Bolívar, fue creada mediante decreto n.º 995 del 5 de abril de 1982 por el gobierno de Julio César Turbay Ayala, con el nombre de Capitanía de Puerto de Bahía Portete con el fin de consolidar la presencia del estado en esta región de Colombia y ejercer soberanía mediante la legislación marítima sobre las motonaves nacionales y extranjeras que arribaban y zarpaban de Puerto Bolívar y los desembarcaderos de Portete y Puerto Nuevo. En 1986, durante el gobierno de  Belisario Betancur, se modifica el nombre mediante el Decreto 1589 del 19 de mayo por el de Capitanía de Puerto Bolívar.

## Infraestructura

### Portuaria
- El mayor puerto de exportación de carbón de Latinoamérica.
- Cintas transportadoras cubiertas y sistema de carga directa desde 1985.

### Terrestre
- Las vías del Ferrocarril de mercancías tienen una longitud de 150 km y conectan Puerto Bolívar con la mina del Cerrejón. Esta utiliza el standard gauge de 1.435 mm (4 ft 8+1⁄2 in).
- La autopista de 150 km de longitud para el apoyo operativo y acceso de la población de La Guajira desde 1982. Une el sur del departamento con el norte.

### Aérea
- Aeropuerto Puerto Bolívar
- Zona de vuelo restringido